# جانگ وو جین
جانگ وو جین (کره‌ای: 장우진؛ زادهٔ ۱۰ سپتامبر ۱۹۹۵) تنیس‌باز اهل کره جنوبی است.
وی در مسابقات کشوری و بین‌المللی در مجموع برندهٔ ۱ مدال طلا، ۱۱ مدال نقره، ۱۰ مدال برنز شده است.